# Сьян
Сьян (фр. Syens) — громада  в Швейцарії в кантоні Во, округ Бруа-Вюлі.

## Географія
Громада розташована на відстані близько 65 км на південний захід від Берна, 17 км на північний схід від Лозанни.
Сьян має площу 2,5 км², з яких на 11,5% дозволяється будівництво (житлове та будівництво доріг), 54,9% використовуються в сільськогосподарських цілях, 33,6% зайнято лісами, 0% не є продуктивними (річки, льодовики або гори).

## Демографія
2019 року в громаді мешкало 155 осіб (+24% порівняно з 2010 роком), іноземців було 23,2%. Густота населення становила 62 осіб/км².
За віковим діапазоном населення розподілялося таким чином: 20,6% — особи молодші 20 років, 61,3% — особи у віці 20—64 років, 18,1% — особи у віці 65 років та старші. Було 68 помешкань (у середньому 2,3 особи в помешканні).
Із загальної кількості 35 працюючих 8 було зайнятих в первинному секторі, 14 — в обробній промисловості, 13 — в галузі послуг.